# Frans Koppers (acteur)
Franciscus (Frans) Koppers (Amsterdam, 30 december 1932 - Amsterdam, 1 september 2010) was een Nederlands acteur. Hij was een leerling van Louis van Gasteren senior. In het seizoen 1954/1955 maakte hij zijn debuut bij het Nederlands Klein Toneel. Al vanaf het midden van de jaren vijftig van de twintigste eeuw was hij te zien op televisie. In 1964 speelde hij in de televisieserie Swiebertje. Later speelde hij onder andere enkele kleine rollen in Man Alleen (1981) met o.a. Piet Hendriks en Frans Vrolijk. Verder speelde hij in Goede tijden, slechte tijden en Vrouwenvleugel.

## Filmografie
- Swiebertje - Heer van Pannerden (1964)
- Man Alleen - Toon (VARA, 1981)
- Willem van Oranje - Hendrik van Brederode (1984)
- De moeder van David S. (1985)
- De erfenis (1986)
- Geschenk uit de hemel (1987)
- Medisch Centrum West - Meneer Berger (1988)
- Bureau Kruislaan (1992)
- Tax free (1992)
- Goede tijden, slechte tijden - Karel Daniel (1992, 1993)
- Vrouwenvleugel - Kees van Beusekom (1993)